# Google Profile
Google Profile ist ein Onlinedienst des US-amerikanischen Unternehmens Google Inc., der es dem Benutzer ermöglicht, eine persönliche Profilseite zu veröffentlichen und ist seit 15. Dezember 2007 online. Die Veröffentlichung erfordert ein Benutzerkonto beim Anbieter.

## Geschichte
Entstanden ist Google Profile am 22. April 2009 zunächst als Möglichkeit für US-amerikanische GoogleMail-Benutzer, ein eigenes Profil zu hinterlegen, das von Google bevorzugt gefunden und angezeigt wird. Die Grundidee war, dass Benutzer die Möglichkeit erhalten sollten, ihr eigenes Bild im Internet bewusst zu gestalten, indem man Google eine Wunschseite vorgeben kann.
Im Wettbewerb mit Facebook und Twitter versuchte der Google-Konzern im Ende 2010 die Nutzerzahlen von Google Profil zu erhöhen, indem die Nutzung des populären Picasa-Webalben daran vermeintlich gekoppelt wurde, sich möglichst auch ein Google Profile anzulegen. Inzwischen wird moderater verfahren. Picasa Webalben lassen sich auch weiterhin ohne Google Profile wie bisher benutzen.
Am grundsätzlichen Konzept von Google Profile der Gestaltung einer eigenen öffentlichen Homepage, ohne dass man den Layout-Aufwand einer klassischen Homepage betreiben muss, bleibt der Google-Konzern sich treu. Damit dieses Konzept deutlicher hervortritt, wird die bisherige Option ein „privates Profile“ anzulegen seit dem 17. März 2011 bei Neuanmeldungen nicht mehr angeboten. Neueinsteiger in Google Profile starten seit dem direkt immer mit einem öffentlichen Profil, wobei über eine Option noch eingestellt werden kann, ob diese Webseite von den Suchdiensten wie etwa Google indiziert wird.
Ältere Benutzer von Google Profile, die bisher ihr Profil mit der Option privat genutzt haben, haben bis zum 30. Juli 2011 Zeit sich zu entscheiden, ob sie das Profil in ein öffentliches Profil ändern wollen. Ohne Einstellungsänderung werden alle Profile mit der Option Privat zum Stichtag 1. August 2011 gelöscht, um einen einheitlichen Stand zu erhalten.
Bei einigen neuen Google-Diensten wie etwa Google Buzz, Google +1 und Google+ ist eine Nutzung nur möglich mit einem öffentlichen Google Profile. Im Zuge von Google+ erfährt Google Profile eine deutliche Aufwertung mit neuen Funktionen und Einstellmöglichkeiten (siehe nächstes Unterkapitel).

## Funktionsumfang
Der Funktionsumfang von Google Profile ist recht übersichtlich und leicht zu konfigurieren, aber das erschließt sich dem typischen Benutzer nicht unmittelbar, weil die Anmeldeseite kaum Text enthält und sich alle wesentlichen Leistungsbeschreibungen auf den Hilfeseiten befinden. Die Registerkarten Buzz oder Picasa lassen sich ein- und ausblenden.
Der Profilumfang ist abhängig davon, ob der Benutzerzugang ohne oder mit Google+ kombiniert ist:
- Bei ohne Google+ sind die Optionen von Google Profile sehr strikt: Entweder öffentlich oder weg lassen. Eine Differenzierung etwa in ein Profilbild für den privaten Bekanntenkreis und ein Profilbild für die Öffentlichkeit gibt es nicht. In diesen Fällen regt Google an, sich einen zweiten Google Account zuzulegen.
- Sobald der Account mit Google+ kombiniert ist gibt es neben entweder öffentlich oder weg lassen noch die dritte Option nur für Mitglieder seines Kreises. Eine vierte Option in Sichtbarkeit für bestimmte Kreise gibt nicht. Für diesen vierten Fall empfiehlt Google sich einen zweiten Account zuzulegen, der aber über die neue Google+ Leiste schneller und bequemer gemeinsam verwaltbar ist.[7] Für den erweiterten Funktionsumfang gibt es eine separate Google+ Profile Hilfeseite.

Standardmäßig erlaubt die Google Profile-Seite keinen Rückschluss auf den Google Benutzernamen oder Google Mailadresse. Für die Kontaktaufnahme ist optional ein Kontaktformular einblendbar. Die wichtigsten Einstellungen lassen sich auch zentral im Google Dashboard kontrollieren.